# Joe Hyams
Joe Hyams (Massachusetts, 6 de junho de 1923 — Denver, 8 de novembro de 2008) foi um colunista norte-americano de Hollywood.